# Diagrama SIPOC
SIPOC este prescurtarea termenilor din l. engleză: suppliers-inputs-process-outputs-customers  (furnizori-intrări-proces-ieșire-clienți). O diagramă SIPOC este un instrument vizual sub formă tabelară care ilustrează diagrama flux, pentru nivelul superior de conducere al procesului. Ea reprezintă lista cu toți furnizorii (intrările procesului), ieșirea și clienții fiecărui proces. Acest instrument este utilizat de managerul de proces pentru a identifica elementele relevante ale unui proces, înainte ca lucrările să înceapă.

## Situații de utilizare
Situațiile în care a fost utilizată diagrama SIPOC sunt următoarele:
- în momentul inițierii proiectului;
- atunci când nu este clar care sunt intrările în proces, cine le asigură, care sunt ieșirile procesului sau care sunt clienții;
- atunci când există numeroși furnizori, numeroase intrări, ieșiri și/sau numeroși clienți.

## Procedura de utilizare
- Managerul organizează repartizarea subgrupului responsabilii pentru fiecae proces: furnizori, beneficiari, organizează procesul, discută cu furnizorii și cu clientul;
- Managerul supervizează proiectul deci el l-a proiectat.
- Managerul realizează diagrama flux a procesului (care conține pașii procesului, fără multe detalii).
- Se stabilesc intrările procesului: materiale, servicii, informații. Aici managerul discută cu responsabilul de aprovizionare.
- Se stabilesc ieșirile procesului. Se însemnează aceste ieșiri pe flipchart sau pe o suprafață scrisă. Aici managerul discută cu responsabilul relațiilor cu clientul, sau agenții de vânzări.
- Se stabilesc relațiile care se realizează în proces. Se scriu fiecare pe flipchart și se traseazâ relația lui cu procesul.
- Se stabilesc furnizorii de materiale. Se însemnează separat.
- Diagrama SIPOC conține deci furnizorii, clientul, procesul din întreprindere, și relațiile interne dintre ei.

Diagrama SIPOC conturează rapid și ușor starea curentă a organizației și a unui proces analizat.